# Premio Arte, Scienza e Pace
Il Premio Arte, Scienza e Pace è un premio triennale assegnato ad artisti o a personalità della scienza che hanno operato per la pace e il benessere della società. Il Premio è corredato di una dotazione finanziaria che può variare in ciascuna edizione.

Il Premio è assegnato da una giuria designata dalla Onlus Internazionale Centro dell'Uomo in collaborazione col Centro Interreligioso Mondiale. Dalla sua fondazione, è Presidente della Giuria Pier Franco Marcenaro.
Il premio è stato fondato nel 2002 in occasione della Seconda Edizione della Conferenza Mondiale per la Pace e la Prosperità dei Popoli organizzata dal Centro dell'Uomo in collaborazione col Centro Interreligioso Mondiale, patrocinata dalla Commissione Europea e svoltasi nel Monastero di Sargiano, sulle colline di Arezzo.

È poi proseguito nel 2005 con la Terza Edizione della Conferenza stessa patrocinata dall'ONU

## Personalità premiate e motivazione
- Anno 2002. Scrittrice e saggista Fernanda Pivano.[4] Per la traduzione e diffusione dei grandi scrittori pacifisti Nord Americani portatori di un messaggio di pace e di non violenza.[5] [6]
- Anno 2005. Regista Franco Zeffirelli. Per la sua regia dei film “Gesù di Nazareth”, “Fratello sole e sorella luna” e “Romeo e Giulietta”, che hanno espresso nel mondo un messaggio di pace e di fratellanza.[7]
- Anno 2008. Non assegnato.
- Anno 2012. Professor Umberto Veronesi.[8] Per la sua lunga carriera dedicata ad alleviare le sofferenze e a diffondere principi volti al rispetto della persona umana.[9]
- Anno 2015. Tenore Andrea Bocelli.[1]Per aver diffuso con la sua voce fra ascoltatori di tutto il mondo un messaggio di fratellanza, al di là di ogni barriera di razza, nazionalità o religione.[10]

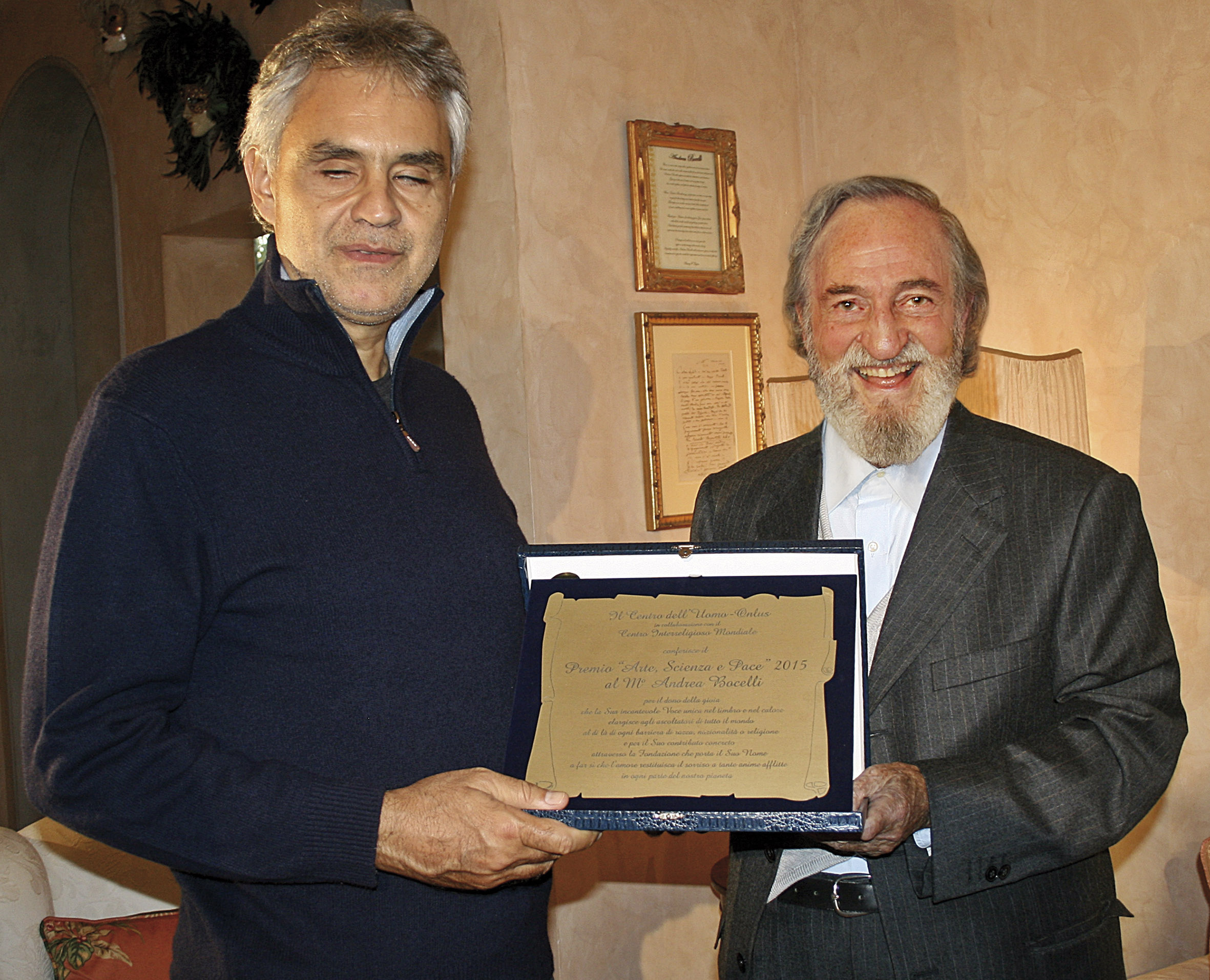
Pier Franco Marcenaro consegna ad Andrea Bocelli il Premio 2015

- Anno 2018. Attore Roberto Benigni. Per la capacità ineguagliabile di saper raggiungere il cuore del pubblico trasmettendo un messaggio di elevato valore artistico, umano e civile volto a risvegliare le coscienze e a favorire la comprensione e l’amore fra le persone e i popoli.[11]